# Юренев, Сергей Николаевич
Сергей Николаевич Юренев (30 мая [11 июня] 1896, село Заскарки, Витебская губерния, Российская империя — 30 октября 1973, Бухара, Узбекская ССР, СССР) — советский археолог и искусствовед, исламовед.

## Биография
Родился 11 июня 1896 года в селе Заскарки Лепельского уезда Витебской губернии. Потомок дворянского рода Юреневых. Дядя советского, российского кинокритика, киноведа, педагога, заслуженного деятеля искусств РСФСР, доктора искусствоведения Ростислава Юренева.
Отец — Николай Юренев — управляющий Витебским отделением Государственного банка. Мать — итальянская графиня Каролина Карла Росселли (в православном крещении Елена Карловна), Елена Юренева. Дети от брака — четыре сына: Николай, Владимир, Георгий и Сергей.
Окончив гимназию, поступил на юридический факультет Петербургского университета, после четвёртого курса перешёл в Московский археологический институт (МАИ), откуда, проучившись всего два года, в 1918 г. вернулся в Витебск.
С 1920 года — заведующий кабинетом церковной археологии при Витебском отделении МАИ. Позже переехал с братьями в Тверь, где на тот момент жили их родители. В 1929—1934 годах, после ареста братьев жил в Средней Азии, преподавал русский язык и литературу в учебных заведениях Ферганы и Бухары.
В 1934 году в связи с болезнью матери вернулся в Калинин (Тверь), вынужденно проживал там во время немецкой оккупации. В 1942—1951 годах по неоправданному доносу отбывал тюремный срок — по обвинению в сотрудничестве с врагом (ст. 58-1а УК РСФСР). Освобождён 24 ноября 1951 года. Впоследствии жил в Бухаре, в худжре (келье) медресе Мадари-хан.
В 1952—1958 годах — археолог специальной научно-реставрационной производственной мастерской. Участвовал в исследовании окрестностей средневекового городища Пайкенд, работал в составе отряда Южно-Туркменистанской археологической экспедиции.
С 1 августа 1958 года — на пенсии.
В 1958—1960 года — участник маршрутной экспедиции Комитета по охране памятников материальной культуры при Совете министров Узбекской ССР по Бухарской области.
Реабилитирован на рубеже 1980—1990-х годов.
В богатейшем личном архиве С. Н. Юренева хранятся письма к нему Л. Н. Гумилёва, В. П. Некрасова, Э. И. Неизвестного, М. С. Шагинян, С. П. Бородина, и многих других видных деятелей советской культуры. Оказывал заметное влияние на творчество многих работавших в Бухаре художников, музыкантов, писателей.
Образ С. Н. Юренева фигурирует в романе Игоря Губермана «Штрихи к портрету» (1986), повести Бориса Крячко «Края далекие, места-люди нездешние…» (2000)
25 сентября 1995 года имя С. Н. Юренева присвоено одной из улиц города Бухары.